# Zygodon torquatus
Zygodon torquatus là một loài Rêu trong họ Orthotrichaceae. Loài này được (Drumm.) Liebm. miêu tả khoa học đầu tiên năm 1842.